# Dink Island
Dink Island (englisch; bulgarisch остров Динк ostrow Dink) ist eine felsige, in nordost-südwestlicher Ausrichtung 610 m lange und 320 m breite Insel im Palmer-Archipel vor der Westküste der Antarktischen Halbinsel. Sie ist die mittlere dreier Inseln in der Krivina Bay von Trinity Island und liegt 1,87 km südlich des Lyon Peak sowie 2,47 km nordöstlich des Romero Point. Von Imelin Island im Nordosten trennt sie eine 120 m breite, von Rogulyat Island im Südwesten eine 180 m breite Passage.
Britische Wissenschaftler kartierten sie 1978. Die bulgarische Kommission für Antarktische Geographische Namen benannte sie 2013 nach der Ortschaft Dink im Süden Bulgariens.